# Klostret i Batalha
Klostret i Batalha (på portugisiska Convento de Santa Maria da Vitória, mest känt som Mosteiro da Batalha) är ett berömt dominikankloster i mellersta Portugal, beläget i närheten av den lilla staden Batalha i distriktet Leiria.
Det uppfördes i gotisk emanuelstil på uppdrag av kung  Johan I av Portugal till åminnelse och tacksägelse för den gudomliga hjälpen till segern över spanjorerna i slaget vid Aljubarrota år 1385.                                                                              Det började att byggas år 1388 och blev färdigt år 1563.
Klostret i Batalha upptogs år 1983 på Unescos lista över världsarv.

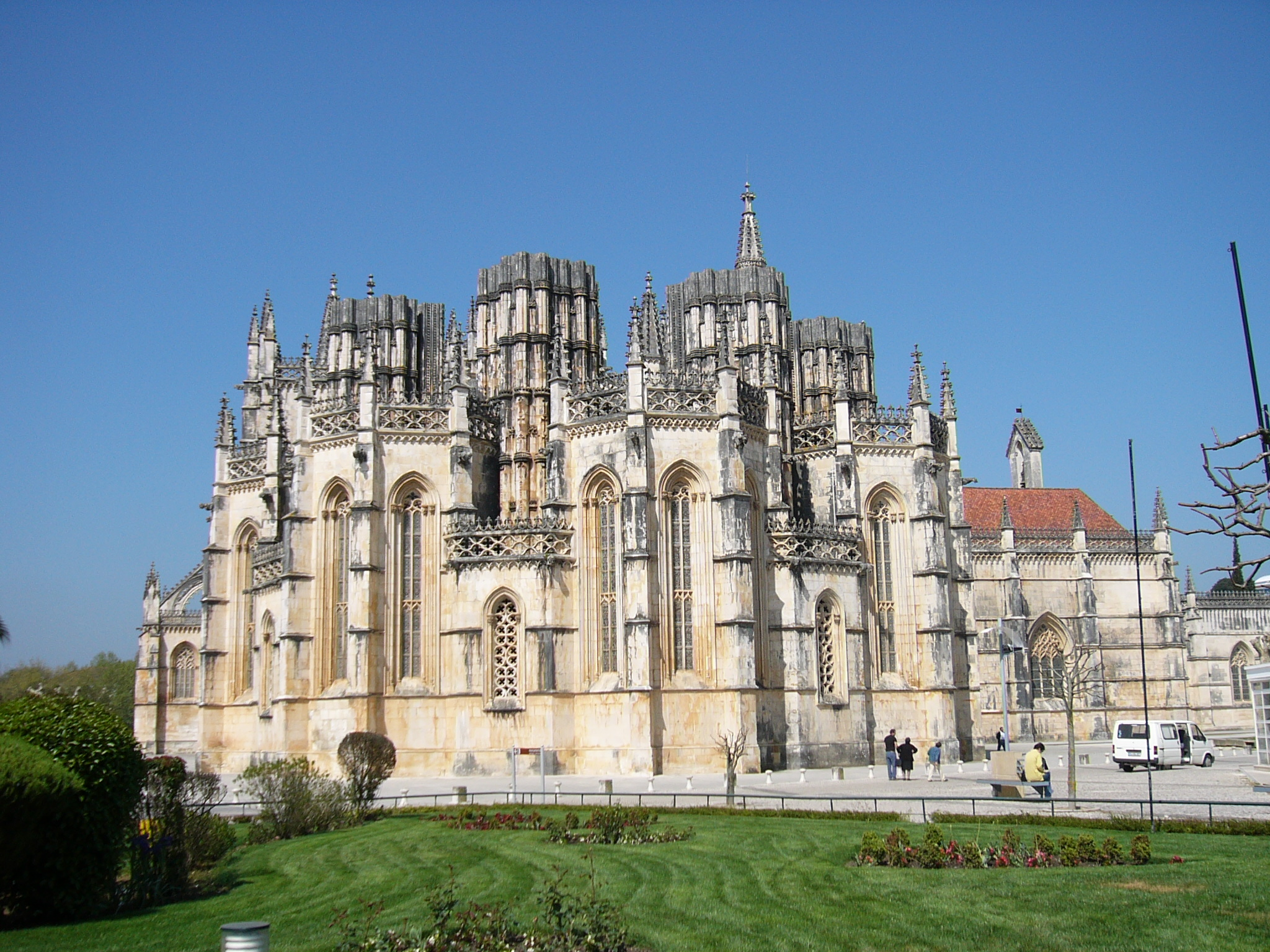
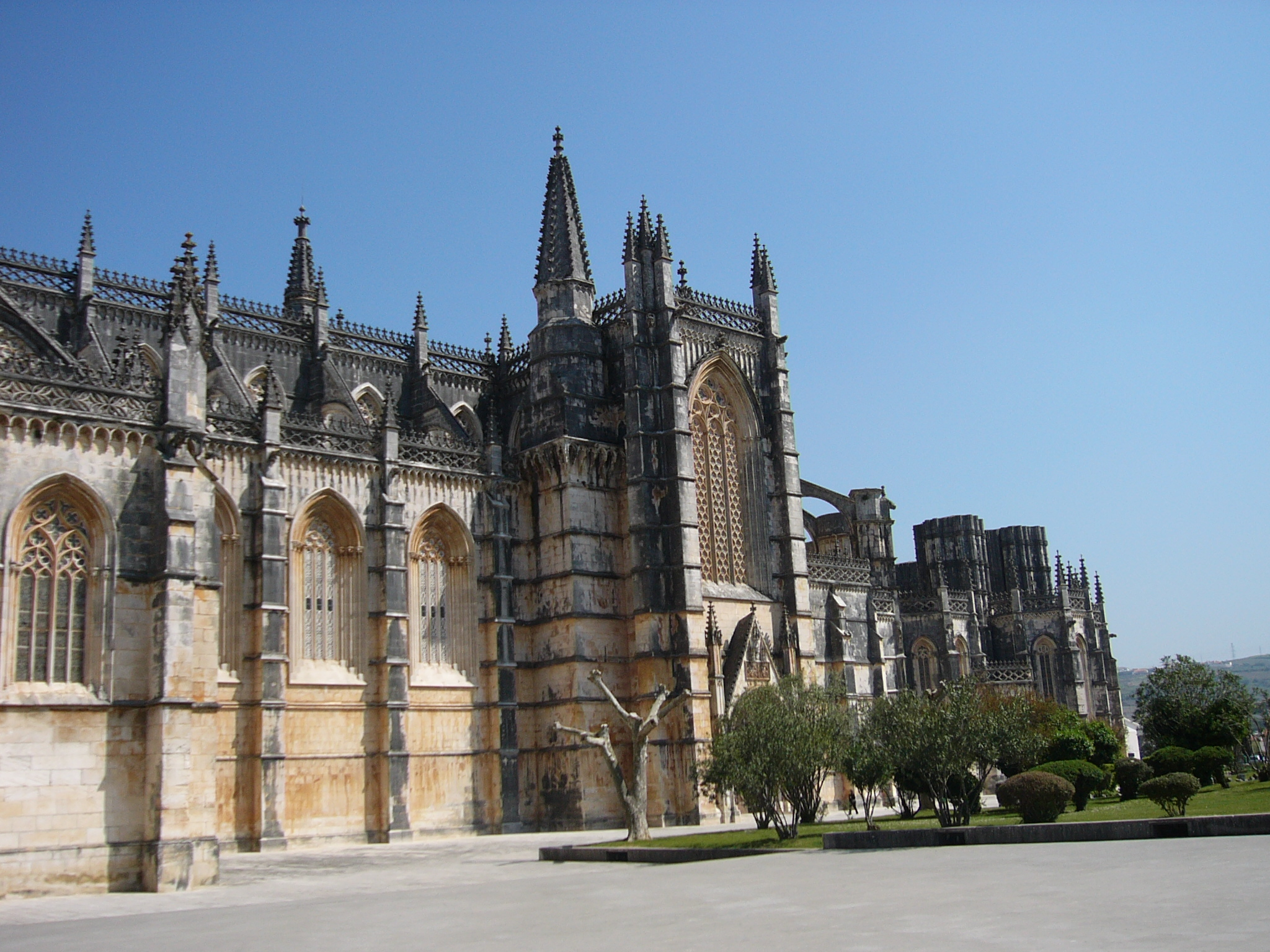
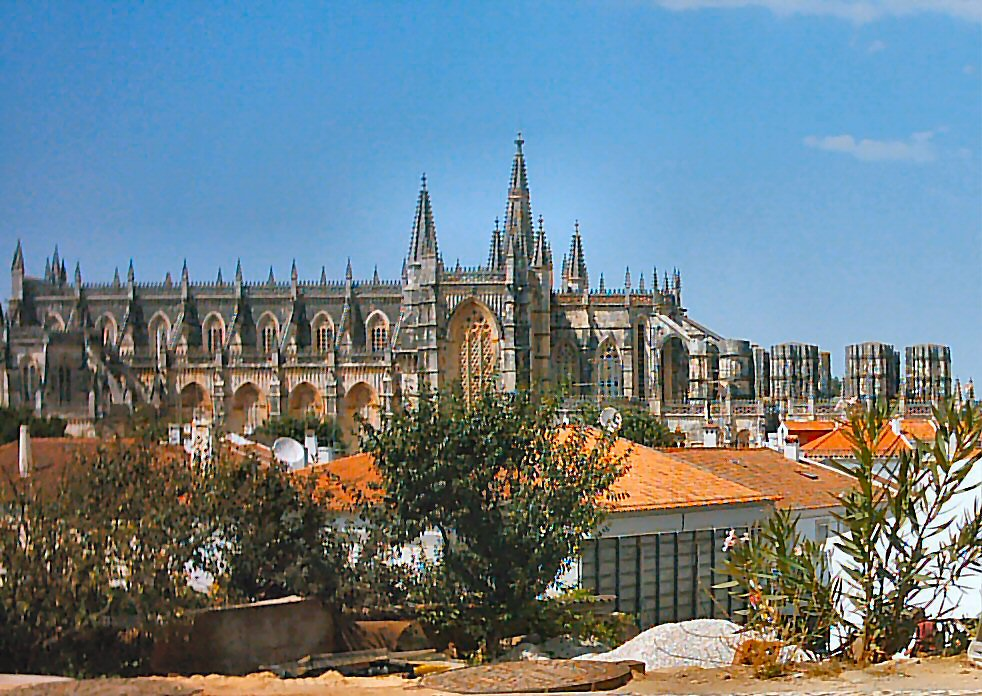
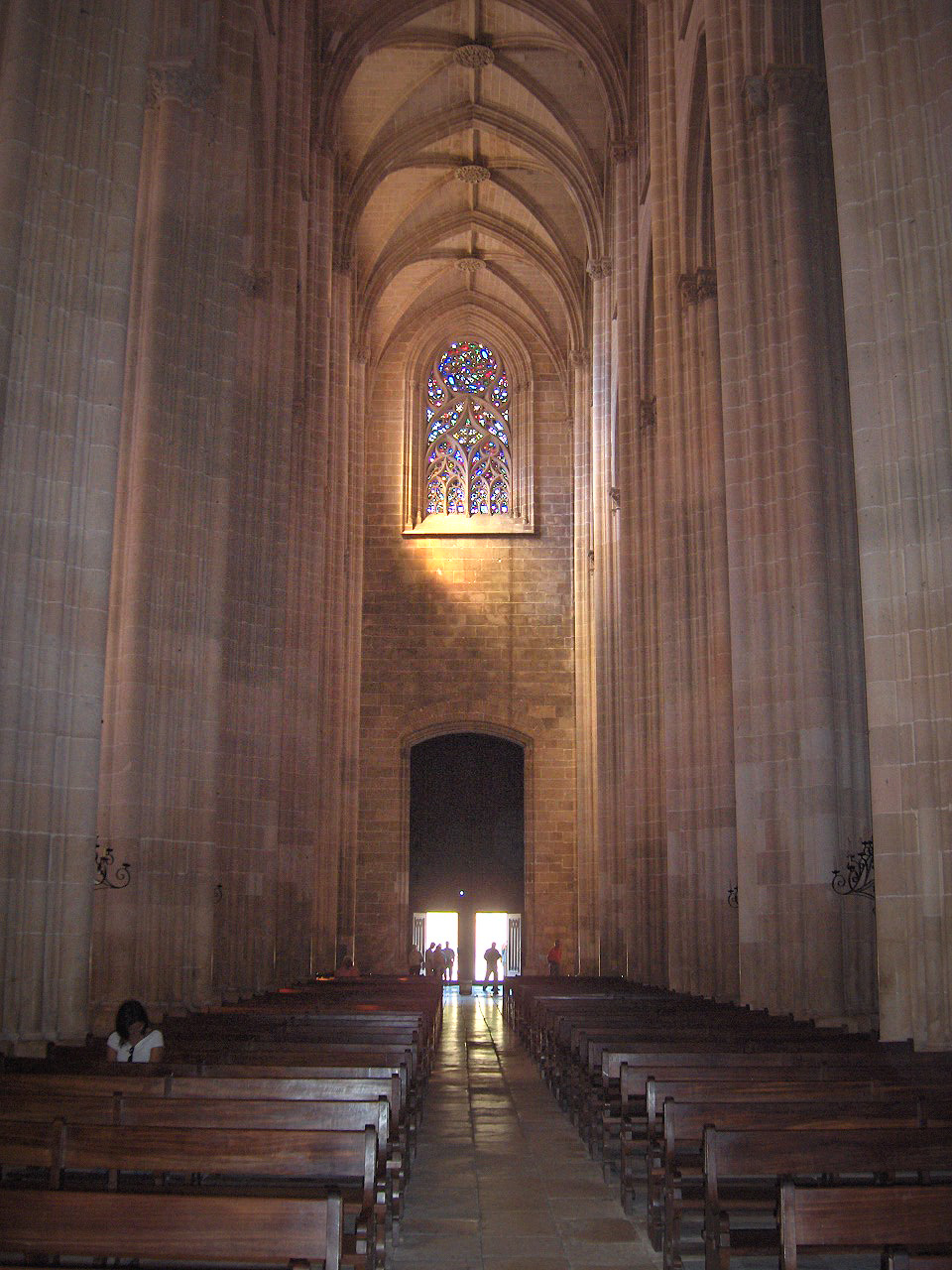
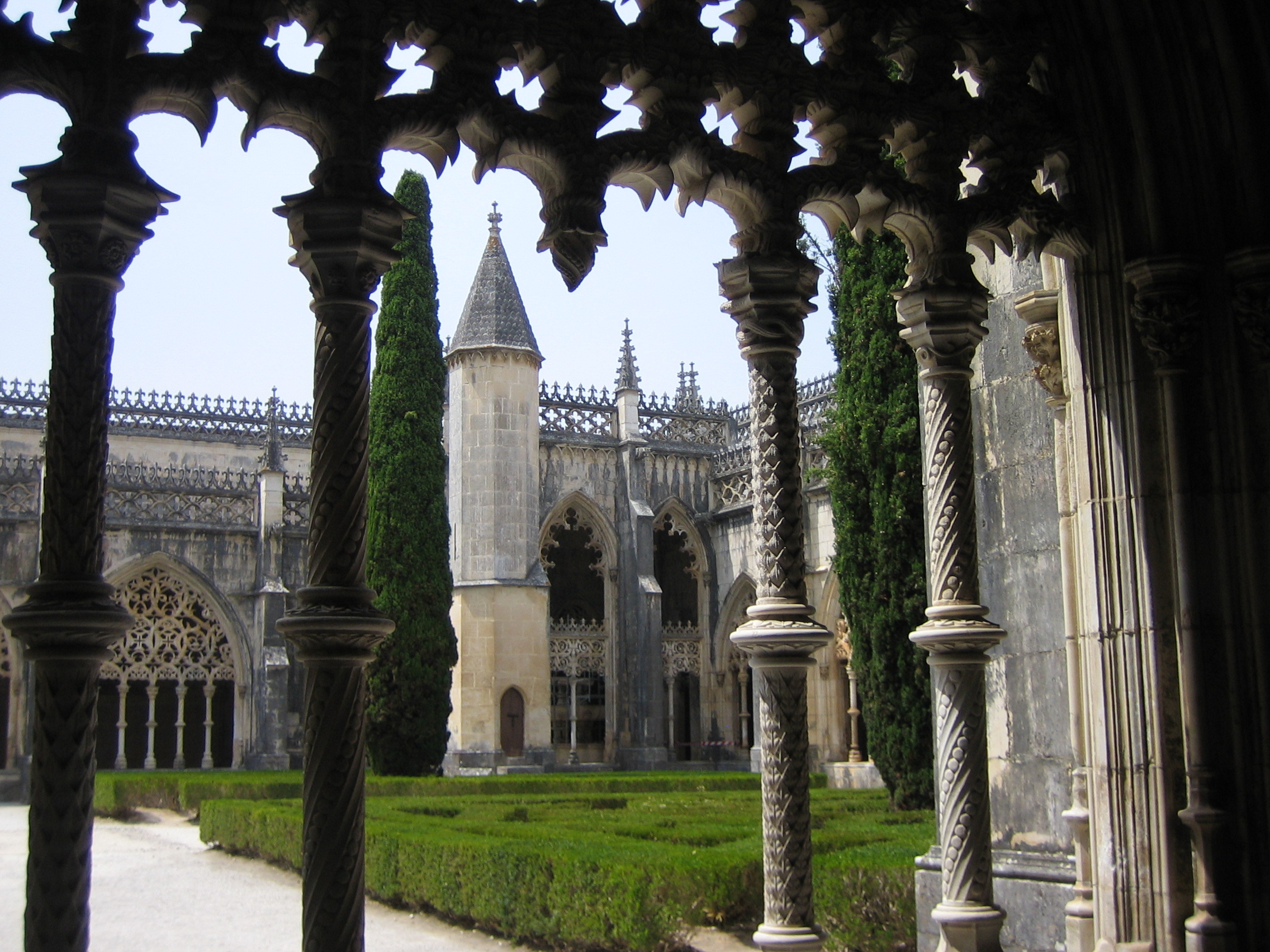
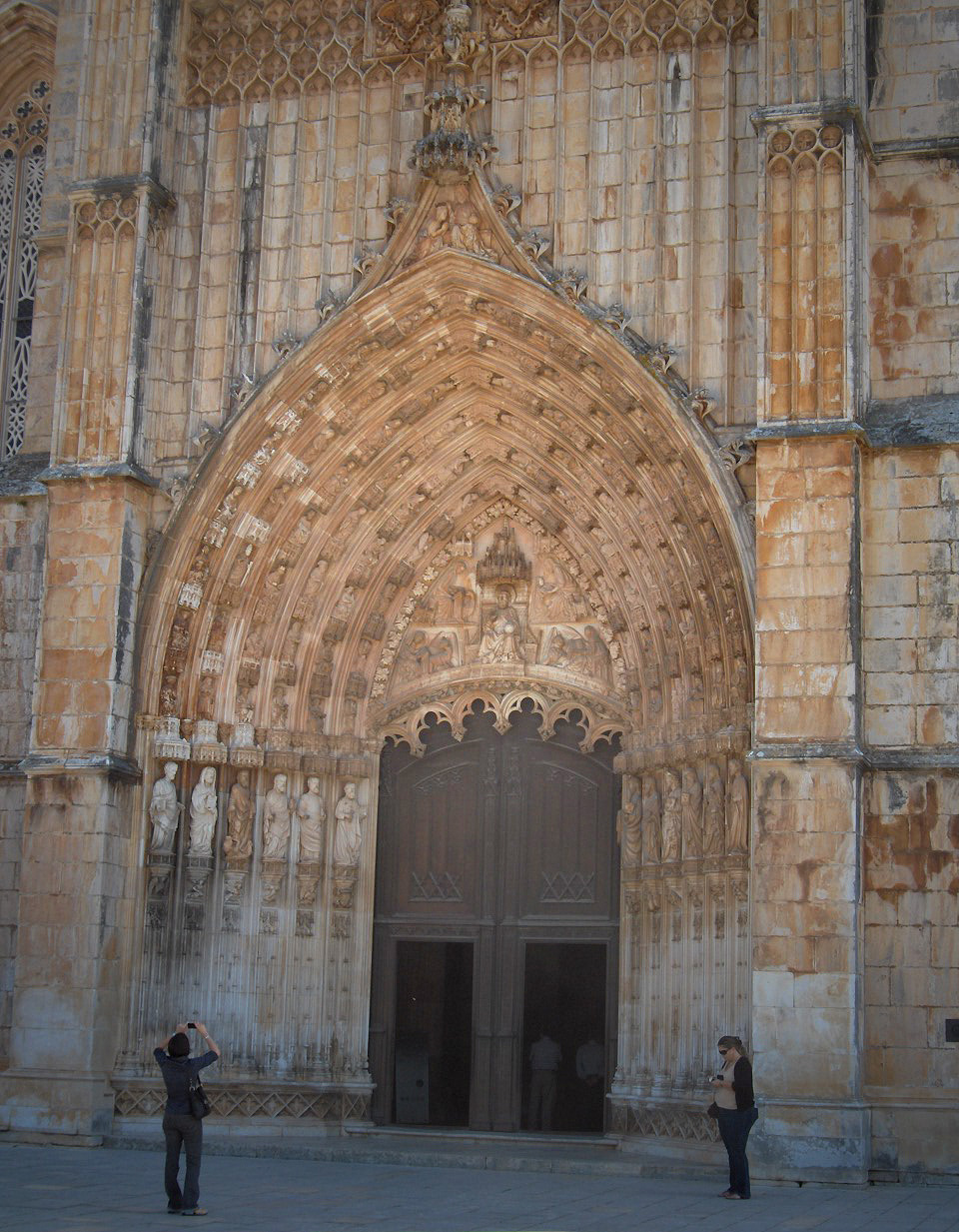